# Coracias cyanogaster
La carraca blanquiazul (Coracias cyanogaster) es una especie de ave coraciiforme de la familia Coraciidae propia de África, distribuida desde Senegal hasta el Congo. No se conocen subespecies.

## Galería

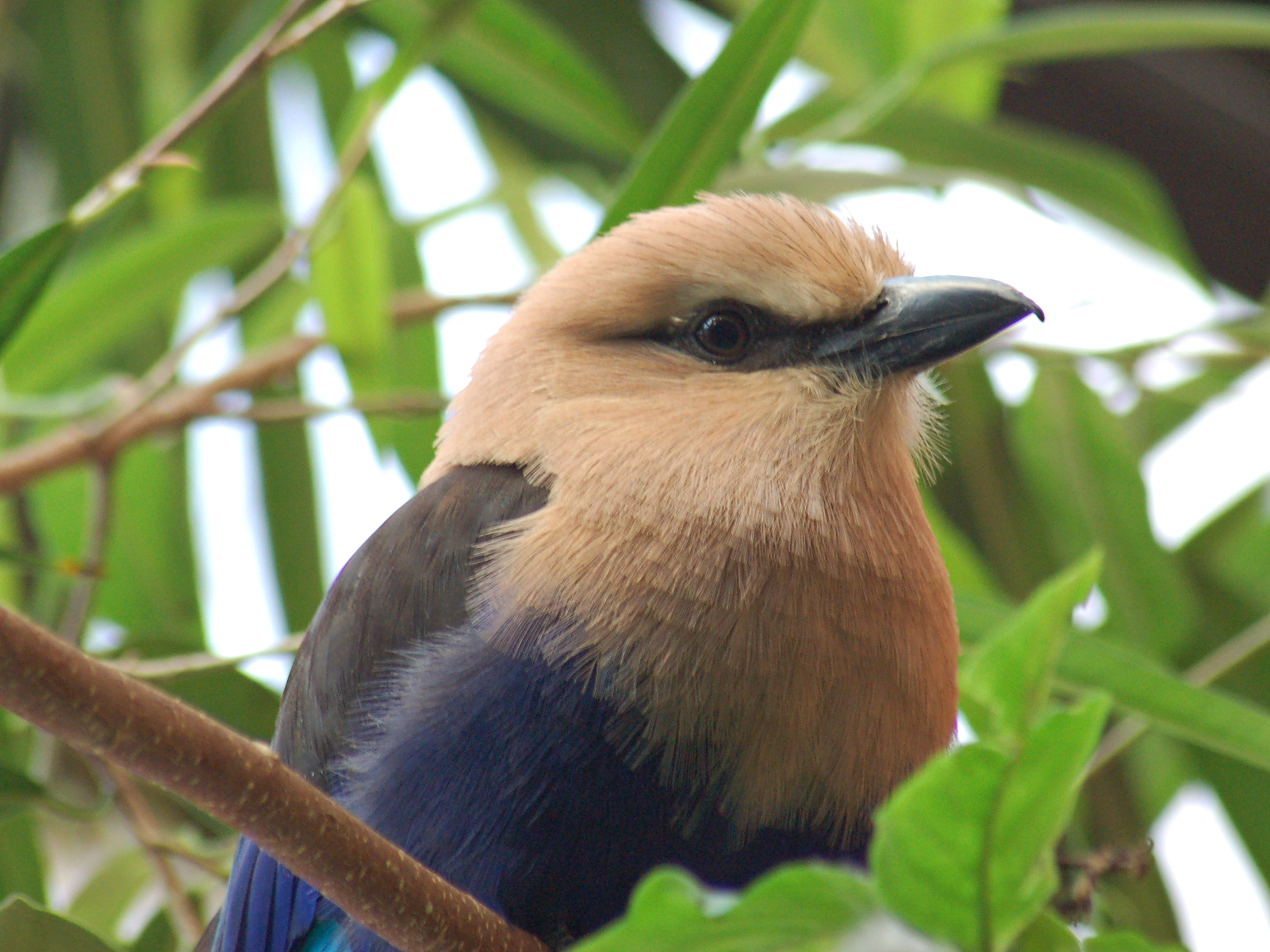
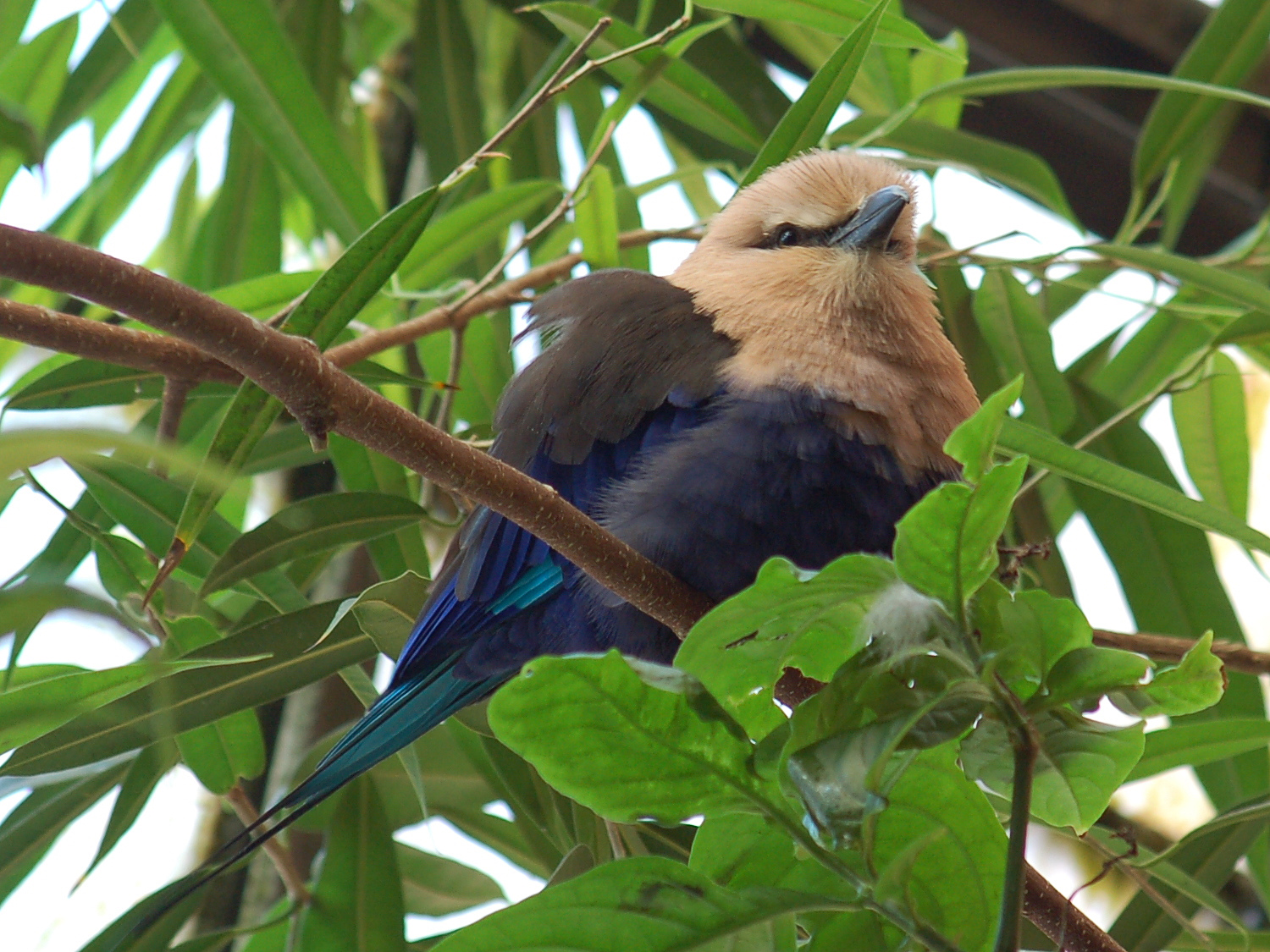
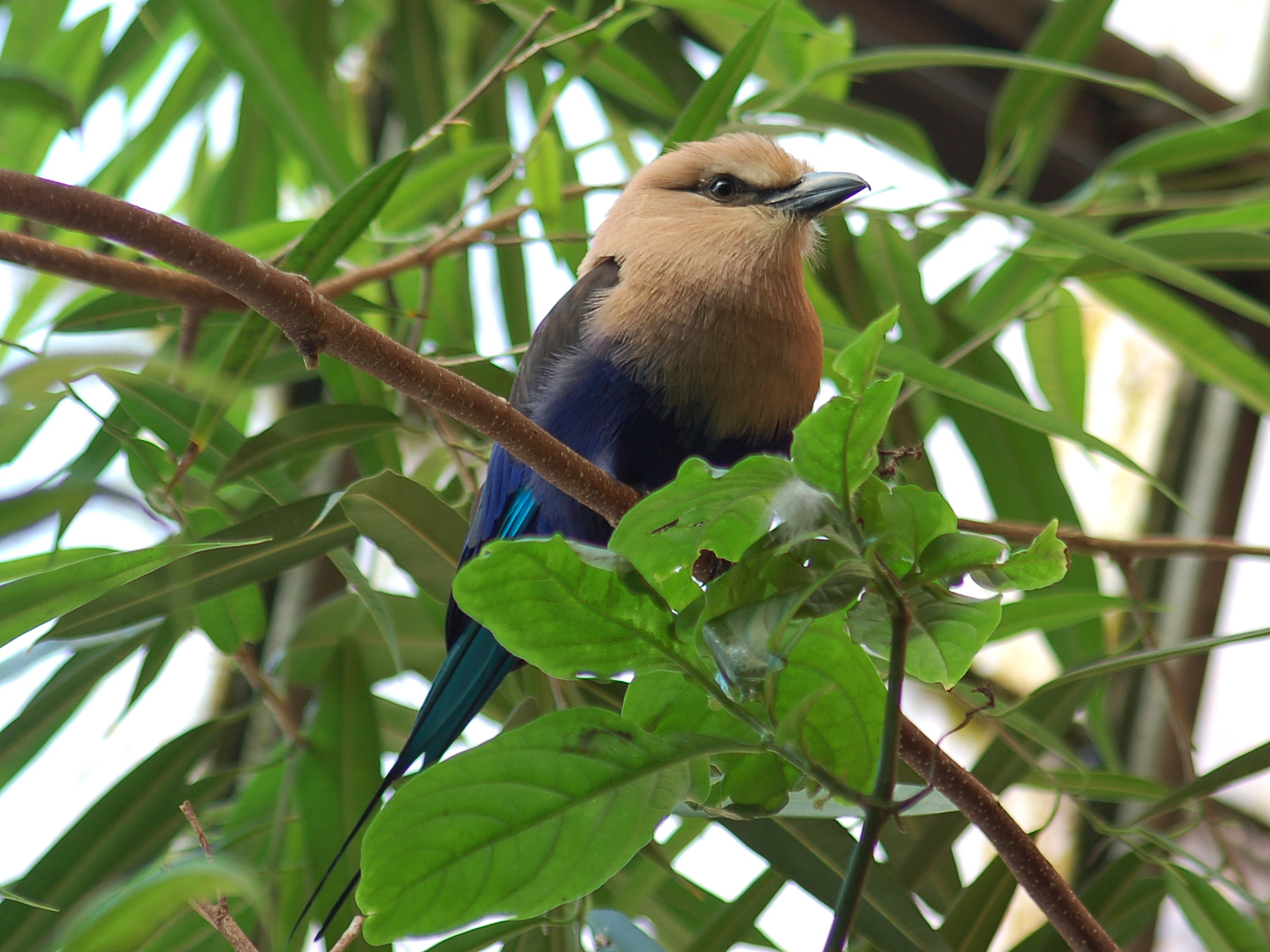